# Dobroněha Ludgarda Polská
Dobroněha Ludgarda (před 1136 – kolem 1160) byla polská princezna a provdaná lužická markraběnka. Pocházela z rodu Piastovců, byla dcerou polského knížete Boleslava III. Křivoústého a jeho manželky Salomeny z Bergu a manželkou lužického markraběte Dětřicha II.

## Život
Dobroněha Ludgarda je v Chronicon Montis Sereni a Genealogia Wettinensis zmíněna jako sestra Měška III. Starého. Jelikož Měšek byl synem knížete Boleslava III. Křivoústého a jeho druhé manželky Salomeny z Bergu, historici je považují také za rodiče Dobroněhy. Díky chronologii je nemožné, aby byla Dobroněha dcera z Boleslavova prvního manželství se Zbyslavou Kyjevskou. Byla pojmenována po své prababičce z otcovy strany Dobroněze Kyjevské. Podle hypotézy Karola Maleczyńského pravděpodobně získala své druhé jméno Ludgarda po sňatku s Dětřichem, jehož matkou byla Luitgarda z Elchingenu-Ravensteinu. Žádný z pramenůnezmiňuje rok jejího narození, byla však jedním z mladších dětí Boleslava a Salomeny. Podle Maleczyńského se narodila před rokem 1129 jako jejich desáté dítě. Kazimierz Jasiński kladl datum jejího narození mezi léta 1128 až 1135, jelikož dle jeho hypotézy byla pravděpodobně mladší než její manžel, narozený nejpozději roku 1130. Dobroněha také mohla být Boleslavovou dcerou, zasnoubenou s markrabětem Severní marky Konrádem z Plötzkau. Pokud by tomu tak bylo, musela by se narodit před rokem 1127. Tuto teorii odmítl historik Oswald Balzer a Jasiński ji nebral vážně, jelikož by vedla k mnoha neověřitelným odhadům.
Několik let po Boleslavově smrti v roce 1138 začali jeho synové mezi sebou soupeřit o moc. Na jedné straně stál Vladislav II. Vyhnanec, syn z prvního manželství, na druhé pak Boleslav IV. Kadeřavý, syn z druhého manželství. Jelikož byl Vladislav zetěm římsko-německého krále Konráda III. Štaufského, jeho mladší bratři hledali spojence ve Svaté říši římské. Jedním z nich byl míšeňský a lužický markrabě Konrád. Spojenectví s ním bylo zformalizováno Dobroněžiným sňatkem s jeho synem Dětřichem. Datum jejich svatby není známo. Dle staršího historického bádání, sňatek proběhl kolem roku 1142. Kazimierz Jasiński uvažoval, že Boleslav IV. a Měšek III. hledali spojence v říši proti Konrádovi až od roku 1146. Konrád se jako spojenec objevuje v pramenech poprvé až v létě 1146, kdy spolu se saským vévodou Albrechtem Medvědem vyjednávali s polskými knížaty. Dle Jasińského ke svatbě tedy došlo pravděpodobně někdy mezi roky 1146 až 1148. Tuto hypotézu přijal i Andrzej Marzec. Dne 6. ledna 1148 se Dobroněžina sestra Judita provdala za Otu, syna Albrechta Medvěda. Roku 1156 se její muž stal lužickým markrabětem. Ze svazku se narodily dvě děti. Dětřich nakonec Dobroněhu zapudil, není ale jasné, kdy se tak stalo. Dle Chronicon Montis Sereni zakrátko na to vstoupil Dětřich do vztahu s Kunigundou, vdovou po hraběti z Plötzkau. Podle Balzera Dětřich Dobroněhu zapudil po roce 1144, podle Jasińského se stak stalo v 50. letech. Datum Dobroněžiny smrti není známo. Pravděpodobně nezemřela dříve než kolem roku 1160, jinak by se Dětřich oženil s Kunigundou.

## Manželství a potomci
Kolem roku 1142 nebo 1147 se provdala za Dětřicha, syna míšeňského a lužického markraběte Konráda. Z manželství vzešly dvě děti:
- Konrád († 17. únor 1175)
- Gertruda, jeptiška v saském Gerbstedtu